# Asesinato de Anna Cook
Anna Cook, cuyo nombre legal era Ana María Villarroel González (Arica, 5 de abril de 1991 - Providencia, 2 de agosto de 2017), fue una disc-jockey chilena conocida en el ambiente de la música electrónica. Su muerte en circunstancias no aclaradas generó controversia y movilizaciones sociales, particularmente en la comunidad LGBT+ chilena.

## Biografía
Nacida en Arica, Villarroel González vivió allí hasta los 16 años, cuando tras el fallecimiento de su abuela se trasladó a Santiago de Chile con su madre, Kattia González. Según testimonios de amistades, desde la adolescencia mostró una identidad de género masculina y se identificaba abiertamente como lesbiana.
Estudió diseño gráfico en la UNIACC y posteriormente residió un año en Alemania. A su regreso a Chile, se estableció en una residencia en la calle Tranquila de Providencia. Desarrolló su carrera artística bajo el seudónimo Anna Cook, participando como DJ en eventos de música electrónica.

## Muerte
El 2 de agosto de 2017 fue ingresada sin signos vitales al Hospital del Salvador por su arrendador, Raúl Azócar, quien la registró como NN al desconocer su identidad legal. Presentaba un corte en el pecho y una equimosis cervical de 15x5 cm. Inicialmente se mencionaron antecedentes de epilepsia, consumo de cocaína y depresión, información que posteriormente fue desmentida por su madre y corroborada con sus registros médicos.

## Investigación
Según las pesquisas, la noche anterior había compartido con amigos en su residencia. Testimonios indican que en el segundo piso se encontraban Azócar y el fotógrafo Matías Troncoso. A las 5:00 AM, su madre recibió mensajes de texto desde el teléfono de su hija con contenidos alarmantes. Azócar declaró haberla encontrado inconsciente horas después y la trasladó al centro médico.
La primera autopsia (agosto 2018) determinó como causa de muerte un paro cardiorrespiratorio, detectando múltiples fracturas costales y presencia de semen con espermatozoides en la cavidad bucal. Los análisis toxicológicos iniciales no detectaron drogas. Las muestras seminales fueron comparadas sin coincidencias con los perfiles genéticos de tres individuos vinculados al caso, agotándose el material disponible.
La investigación reveló inconsistencias en las declaraciones de Azócar respecto a la presencia de Troncoso, cuya muestra genética nunca fue recabada pese a haber estado en el lugar. Posteriormente surgieron denuncias de violencia de género contra Troncoso por parte de una expareja.
Un informe pericial independiente detectó lesiones no consignadas en el informe oficial, incluyendo equimosis cervical. Una segunda autopsia (octubre 2019) identificó presencia de cannabis, cocaína, zopiclona y alcohol, sugiriendo posible sobredosis. La fiscalía descartó inicialmente participación de terceros, atribuyendo el deceso a "sobredosis sin intervención externa".
En enero de 2020, la familia presentó querella contra Azócar y otros posibles responsables, reabriendo el caso bajo la fiscal Glenis Sánchez.

## Repercusiones sociales
En septiembre de 2019, la madre divulgó detalles del caso denunciando irregularidades procesales. La defensa legal criticó la realización de una autopsia estándar pese a las circunstancias sospechosas del deceso.
El 8 de marzo de 2020, el colectivo Delight Lab proyectó la consigna "¿Quién mató a Anna Cook?" en la Torre Telefónica, lema que posteriormente apareció en espacios públicos de Santiago.